# Ted Allsopp
Ted Allsopp, född 15 augusti 1926, död 18 januari 2024, var en australisk friidrottare. Han deltog vid olympiska sommarspelen 1956 och olympiska sommarspelen 1964.